# Volker Engel
Volker Engel (f. 17. februar 1965) er en tysk, Oscar-belønnet visual effects-ekspert og filmproducent, der har specialiseret sig i storslåede dommedagsskildringer, hvor storbyer ødelægges af rumvåben, kæmpeuhyrer eller naturkatastrofer. Han har især samarbejdet med den tyske instruktør Roland Emmerich.
Engel gæstede Danmark som æresgæst på filmfestivalen Animani 96.

## Filmografi
- Moon 44 (1990)
- Universal Soldier (1992)
- Estelle (1993)
- Mein Großvater (1994)
- Gegenschuß (1994)
- Ah Pook Is Here (1994)
- Der letzte Kosmonaut (1994)
- Independence Day (1996)
- Godzilla (1998)
- Coronado (2003)
- Ring of the Nibelungs (2004)
- The Triangle (2005)
- 2012 (2009)